# Gladys Medina
Gladys Medina (San Miguel de Tucumán, 29 de abril de 1973) es una docente y política argentina, Diputada Nacional por la provincia de Tucumán desde el 10 de diciembre de 2023, que actualmente forma parte del Bloque Independencia. Anteriormente fue electa Legisladora Provincial en 2015 y como concejal de Banda del Río Salí entre 2007-2015 

## Biografía
Sus primeros pasos en la política fueron en 2007 cuando fue electa en conjunto con su esposo Darío Monteros como Concejal de la ciudad de Banda del Río Salí, en 2011 fue reelecta con su esposo, y en 2015 fue electa como Legisladora Provincial por la Sección Este, mientras que su esposo fue electo Intendente de Banda del Río Salí. En las Elecciones legislativas de Argentina de 2017 fue electa Diputada Nacional de la República Argentina por el 46,87% de votos. En 2021 sería nuevamente candidata a diputada en las Elecciones primarias de Argentina de 2021 en la lista liderada por Osvaldo Jaldo, quedando fuera de la lista definitiva al perder su lista las primarias. 
En 2023 fue electa nuevamente diputada nacional con el 46,94% de votos. En enero de 2024 generó polémica al unirse al Bloque Independencia con los diputados jaldistas de la Provincia de Tucumán, separándose del bloque de Unión por la Patria para apoyar al presidente Javier Milei.

## Historial electoral
|  | 41.13 % |

|  | 52,16 % |

|  | 46,89 % |

|  | 39,64 % |

|  | 31,31 % |

|  | 46,94 % |